# 馮孝忠
馮孝忠，SBS，JP（1957年7月—），
現任恒基兆業地產首席財務總監，亦為香港理工大學會計及金融學院專業應用教授（金融）。歷任香港上海匯豐銀行港元市場部主管、澳洲聯邦銀行香港分行司庫及亞洲資本市場主管、星展銀行環球金融市場董事總經理。2011年至2017年7月4日出任恒生銀行執行董事兼環球銀行及資本市場業務主管。

## 簡歷
在家佛教徒，皈依大光法師，現是廣琳法師弟子。他早年就讀基督教女青年會丘佐榮中學，香港大學英國文學及翻譯本科畢業，嶺南大學榮譽院士。
畢業後一直從事銀行業，主要工作範疇為金融市場和保險業務，現職恒基兆業地產執行董事兼首席財務總監。東區尤德夫人那打素醫院之醫院管治委員會主席、香港大學校董會委員、香港場外結算有限公司客戶代表董事及陳廷驊基金會受託人。
近年參與多項公職，曾是特區政府中央政策組非全職顧問、策略發展委員會委員、嶺南大學校董會成員。現在是證監會程式覆檢委員會委員、香港按揭公司董事、香港會計師公會和香港工業總會的政府委任理事、太平紳士、公益金董事和便服日籌款委員會主席。

## 個人榮譽
- 2010年：獲授嶺南大學榮譽院士

## 宗教信仰
在家佛教徒，皈依大光法師，現是廣琳法師弟子。

## 文學著作
著有《人生禪語》(2012)一書。此外，馮先生現時亦有在佛教刊物《溫暖人間》定期撰寫「忠言佛語」專欄。